# Cecilia Nelson
Cecilia Nelson, född 17 april 1963 i Göteborg, är en svensk kulturjournalist, litteraturkritiker, författare och konstnär.
Nelson är mångårig medarbetare på Göteborgs-Postens kultursidor. Hon skriver främst litteraturkritik, men också krönikor, kulturreportage och bevakade kanadensiskt kulturliv under en period på 1990-talet då hon var bosatt i Ottawa. Hon har även medverkat med texter bland annat i Ord & Bild, Aftonbladet, NSD och Hallandsposten, har skrivit boken Bara en början för KFUK-KFUM:s studieförbund och pedagogiska barnböcker för Bonnier Utbildning. Hon har undervisat i journalistik och kreativt skrivande på Nordiska folkhögskolan i Kungälv och på ABF i Stockholm. Parallellt med skrivandet är Nelson verksam som konstnär, utbildad på Göteborgs universitet och på National Academy of Fine Arts i New York. 
Nelson gjorde skönlitterär debut 2006 med läspjäsen Öknen, illustrerad av Ida Björs.
Snön & Hissen - två tragikomiska dramer utkom 2009.

## Stipendier och utmärkelser
Nelson har fått stipendier från Sveriges författarfond, Svenska institutet, Kulturfonden för Sverige och Finland, och Publicistklubben.